# Ferdynand III Święty
Ferdynand III Święty, również Ferdynand III Kastylijski, hiszp. Fernando III El Santo (ur. 1199 w Zamora, zm. 30 maja 1252 w Sewilli) – król Kastylii w latach 1217–1230 oraz Kastylii i Leónu w latach 1230–1252, tercjarz franciszkański, święty Kościoła katolickiego.

## Życiorys
Był synem króla Leónu Alfonsa IX i Berengarii Kastylijskiej.
Po śmierci króla Kastylii Henryka I w 1217 władczynią tego państwa została matka Ferdynanda, Berengaria. Zrzekła się ona szybko władzy w państwie na rzecz swojego syna, który jeszcze tego samego roku został koronowany w Valladolid na króla Kastylii. W 1219 Ferdynand ożenił się z Elżbietą, córką króla Filipa Szwabskiego i Ireny Angeliny.
Para miała dziesiecioro dzieci:
- Alfonsa X Mądrego, króla Kastylii,
- Fadryka,
- Ferdynanda (1225–1243/1248),
- Eleonorę (ur. 1227 – zm. w dzieciństwie),
- Berenguelę (1228–1288/1289), zakonnicę w Las Huelgas,
- Henryka,
- Filipa (1231–1274),
- Sancha, arcybiskupa Toledo i Sewilli (1233–1261),
- Jana Manuela, pana Villena,
- Marię (zm. w dzieciństwie w listopadzie 1235).

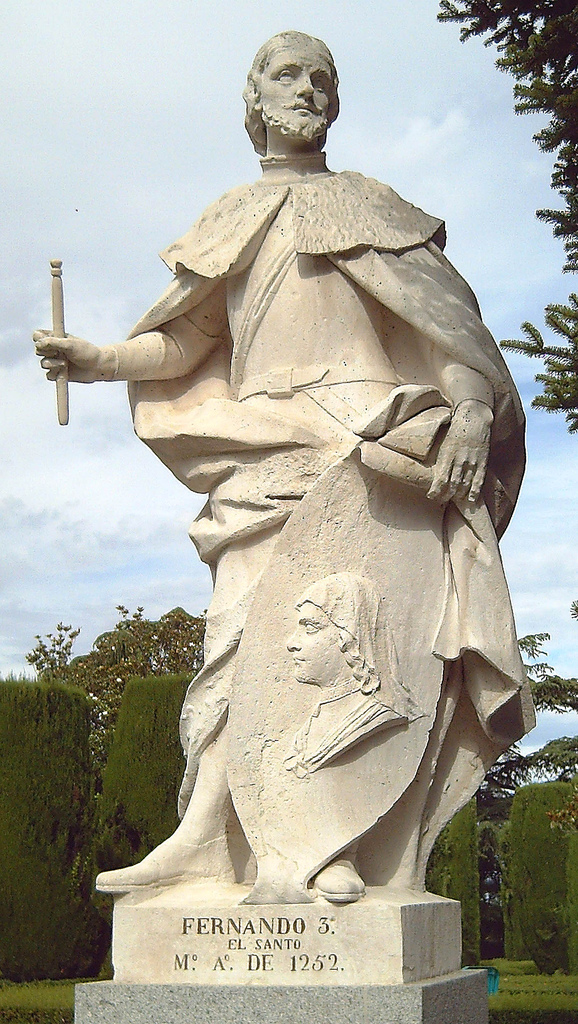
Statua Ferdynanda III w Madrycie (G.D. Olivieri, 1753).

Po śmierci ojca Alfonsa IX w 1230 Ferdynand, dzięki zabiegom swojej matki oraz poparciu hierarchii kościelnej i możnych, został koronowany na króla Leónu, co zapoczątkowało trwałą unię tych dwóch królestw, a władcy nowego państwa tytułowali się od tego czasu królami Kastylii i Leónu.
Po śmierci pierwszej żony Ferdynand ożenił się po raz drugi w 1235 z Joanną Dammartin, hrabiną Ponthieu, z którą miał pięcioro dzieci:
- Ferdynanda, hrabiego Aumale (1239–1269),
- Eleonorę, żonę Edwarda I – króla Anglii,
- Ludwika (1243–1269),
- Jimeno (1244 – zm. w dzieciństwie) i pochowanego w Toledo,
- Jana (1245 – zm. w dzieciństwie) i pochowanego w Kordobie.

Cały okres jego panowania to nieustanna walka z Maurami. Był to szczytowy okres rekonkwisty. W 1233 zdobył Úbedę, w 1236 – Kordobę, w 1243 przyłączył do swojego królestwa Murcję, w 1245 – Jaén, a w 1248 – Sewillę. W tym też roku zmusił muzułmańskiego króla Grenady do hołdu wasalnego. Jego sukcesy na polu militarnym przyczyniły się do nadania mu przez potomnych przydomka „Zdobywca Andaluzji”.
W polityce wewnętrznej odniósł również liczne sukcesy. Po zdobyciu Sewilli do tego miasta przeniósł stolicę swojego państwa. Utworzył radę królewską złożoną z 12 zaufanych doradców. Posiadł duże zasługi na polu prawodawstwa, w tym zapoczątkował prace nad kodeksem, które ukończył syn Alfons. Popierał rozwój nauki i sztuki, był hojnym sponsorem uniwersytetów w Salamance, Walencji i Valladolid.
Zmarł podczas przygotowań do ekspedycji przeciwko północnoafrykańskim Arabom. Jego ciało spoczęło w grobowcu w katedrze sewilskiej, w odrębnej kaplicy królewskiej.
31 maja 1655 jego kult zatwierdził papież Aleksander VII. Kanonizowany został przez papieża Klemensa X w 1671 roku i tym samym stał się pierwszym królem hiszpańskim wyniesionym na ołtarze.